# Neschers
Neschers est une commune française située dans le département du Puy-de-Dôme, en région Auvergne-Rhône-Alpes. Elle fait partie de l'aire d'attraction de Clermont-Ferrand.

## Géographie

### Localisation
Le village de Neschers se situe à une altitude d'environ 400 m.
Sept communes sont limitrophes de Neschers :
|          | Plauzat          | Coudes                  |
| Champeix | Neschers         | Sauvagnat-Sainte-Marthe |
|          | Pardines Chidrac | Chadeleuf               |

### Climat
Pour des articles plus généraux, voir Climat d'Auvergne-Rhône-Alpes et Climat du Puy-de-Dôme.
En 2010, le climat de la commune est de type climat océanique dégradé des plaines du Centre et du Nord, selon une étude du Centre national de la recherche scientifique s'appuyant sur une série de données couvrant la période 1971-2000. En 2020, Météo-France publie une typologie des climats de la France métropolitaine dans laquelle la commune est exposée à un climat de montagne ou de marges de montagne et est dans la région climatique  Nord-est du Massif Central, caractérisée par une pluviométrie annuelle de 800 à 1 200 mm, bien répartie dans l’année. 
Pour la période 1971-2000, la température annuelle moyenne est de 10,7 °C, avec une amplitude thermique annuelle de 16,2 °C. Le cumul annuel moyen de précipitations est de 624 mm, avec 8,3 jours de précipitations en janvier et 6,7 jours en juillet. Pour la période 1991-2020, la température moyenne annuelle observée sur la station météorologique de Météo-France la plus proche, « Plauzat_sapc », sur la commune de Plauzat à 4 km à vol d'oiseau, est de 11,3 °C et le cumul annuel moyen de précipitations est de 606,8 mm,. Pour l'avenir, les paramètres climatiques de la commune estimés pour 2050 selon différents scénarios d'émission de gaz à effet de serre sont consultables sur un site dédié publié par Météo-France en novembre 2022.

## Urbanisme

### Typologie
Au 1er janvier 2024, Neschers est catégorisée bourg rural, selon la nouvelle grille communale de densité à sept niveaux définie par l'Insee en 2022.
Elle est située hors unité urbaine. Par ailleurs la commune fait partie de l'aire d'attraction de Clermont-Ferrand, dont elle est une commune de la couronne,. Cette aire, qui regroupe 209 communes, est catégorisée dans les aires de 200 000 à moins de 700 000 habitants,.

### Occupation des sols
L'occupation des sols de la commune, telle qu'elle ressort de la base de données européenne d’occupation biophysique des sols Corine Land Cover (CLC), est marquée par l'importance des territoires agricoles (72,2 % en 2018), une proportion identique à celle de 1990 (72,2 %). La répartition détaillée en 2018 est la suivante : terres arables (60,5 %), forêts (15,7 %), zones agricoles hétérogènes (8,6 %), zones urbanisées (6,4 %), milieux à végétation arbustive et/ou herbacée (5,8 %), cultures permanentes (3 %). L'évolution de l’occupation des sols de la commune et de ses infrastructures peut être observée sur les différentes représentations cartographiques du territoire : la carte de Cassini (XVIIIe siècle), la carte d'état-major (1820-1866) et les cartes ou photos aériennes de l'IGN pour la période actuelle (1950 à aujourd'hui).

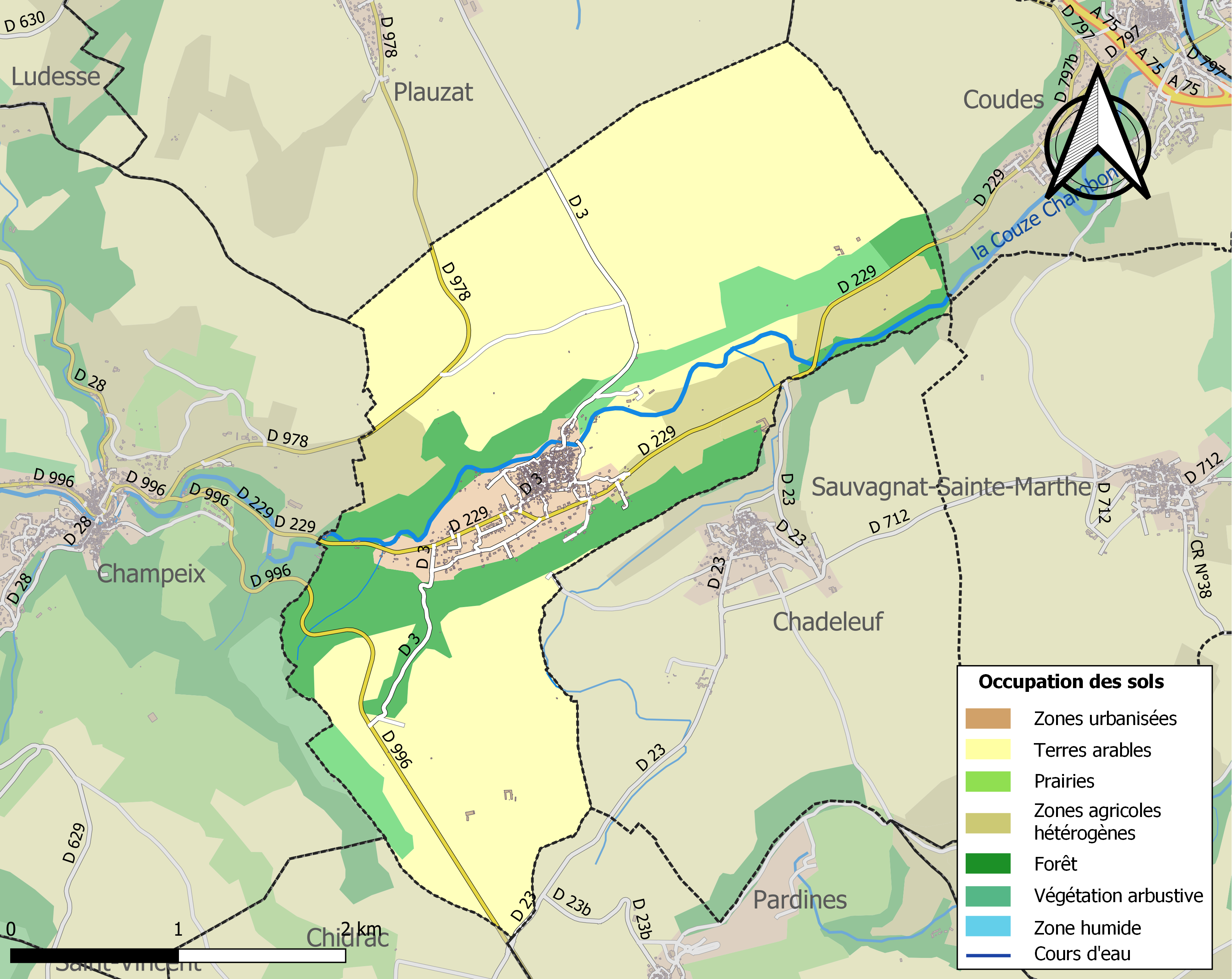
Carte des infrastructures et de l'occupation des sols de la commune en 2018 (CLC).

### Voies de communication et transports
La commune est desservie par les routes départementales 3 (reliant Plauzat à la D 996 vers Issoire), 229 (reliant Champeix à Coudes), 978 (au nord-ouest de la commune) et 996 (reliant Champeix à Issoire).

## Histoire
Blotti au bord de la Couze Chambon, le bourg de Neschers présente des traces de fortifications, ainsi qu'un très ancien pont. Au XIXe siècle furent découverts des vestiges datant du Paléolithique supérieur, actuellement conservés au British Museum à Londres. Le nom de Neschers pourrait provenir de deux sources différentes. Soit de Nicet, ou Nicétius, comte d'Auvergne au bas Moyen Âge, soit de « Nez de Cheire », nom qui désigne l'endroit où s'arrête la coulée de lave, en l'occurrence celle du volcan Tartaret, à la fin de la préhistoire.

## Politique et administration

### Liste des maires
| Période                                  | Période          | Identité          | Étiquette | Qualité                                                                       |
| ---------------------------------------- | ---------------- | ----------------- | --------- | ----------------------------------------------------------------------------- |
| Les données manquantes sont à compléter. |                  |                   |           |                                                                               |
| avant 1981                               | ?                | Robert Oléon      | DVG       |                                                                               |
| avant 1995                               | ?                | Alain Blanchon    | PS        |                                                                               |
| 1995                                     | mars 2008        | Robert Chany      |           |                                                                               |
| mars 2008                                | mars 2014        | Valérie Ollier    |           |                                                                               |
| mars 2014                                | 2020             | Georgette Chany   | PS        | Vice-présidente de la communauté de communes Couze Val d'Allier jusqu'en 2016 |
| 2020                                     | 2024 (démission) | Fernando Ferreira |           | Délégué pharmaceutique                                                        |
| 6 décembre 2024                          | En cours         | Christine Oudoul  |           |                                                                               |

### Rattachements administratifs et électoraux
La commune a fait partie du canton de Champeix jusqu'aux élections départementales de 2015 ; à la suite du redécoupage des cantons du département, elle est rattachée au canton de Vic-le-Comte.

## Population et société

### Démographie
L'évolution du nombre d'habitants est connue à travers les recensements de la population effectués dans la commune depuis 1793. Pour les communes de moins de 10 000 habitants, une enquête de recensement portant sur toute la population est réalisée tous les cinq ans, les populations de référence des années intermédiaires étant quant à elles estimées par interpolation ou extrapolation. Pour la commune, le premier recensement exhaustif entrant dans le cadre du nouveau dispositif a été réalisé en 2007.

En 2022, la commune comptait 890 habitants, en évolution de +6,97 % par rapport à 2016 (Puy-de-Dôme : +2,1 %, France hors Mayotte : +2,11 %).
| 1793  | 1800  | 1806  | 1821  | 1831  | 1836  | 1841  | 1846  | 1851  |
| ----- | ----- | ----- | ----- | ----- | ----- | ----- | ----- | ----- |
| 1 251 | 1 079 | 1 315 | 1 109 | 1 158 | 1 084 | 1 025 | 1 035 | 1 016 |

| 1856 | 1861 | 1866 | 1872 | 1876 | 1881 | 1886 | 1891  | 1896  |
| ---- | ---- | ---- | ---- | ---- | ---- | ---- | ----- | ----- |
| 989  | 936  | 904  | 918  | 964  | 910  | 964  | 1 049 | 1 016 |

| 1901 | 1906 | 1911 | 1921 | 1926 | 1931 | 1936 | 1946 | 1954 |
| ---- | ---- | ---- | ---- | ---- | ---- | ---- | ---- | ---- |
| 846  | 751  | 695  | 565  | 540  | 580  | 543  | 500  | 532  |

| 1962 | 1968 | 1975 | 1982 | 1990 | 1999 | 2006 | 2007 | 2012 |
| ---- | ---- | ---- | ---- | ---- | ---- | ---- | ---- | ---- |
| 613  | 649  | 607  | 572  | 635  | 672  | 776  | 794  | 898  |

| 2017 | 2022 | - | - | - | - | - | - | - |
| ---- | ---- | - | - | - | - | - | - | - |
| 834  | 890  | - | - | - | - | - | - | - |

## Culture locale et patrimoine

### Lieux et monuments
- Église Saint-Victor-et-Sainte-Couronne

### Personnalités liées à la commune
- Marc-Jean Achard-Lavort, prêtre réfractaire (1755-1798) y est né.
- Jean-Baptiste Croizet, paléontologue et curé (1787-1859) y est décédé.
- Jean-Baptiste Torrilhon, industriel du caoutchouc (1824-1911) y est né.

## Héraldique
| Blason de Neschers | Blason  | Écartelé: au 1er d'azur au cavalier à l'anguipède contourné d'or, au 2e d'or à cinq fleurs de lis d'azur ordonnées en sautoir, au 3e d'or au dauphin d'azur, au 4e d'azur à la grappe de raisin feuillée d'or. Devise / Cri« aider et servir - servir et aider Neschers ». |
| Blason de Neschers | Détails | Le statut officiel du blason reste à déterminer. |